# Encyrtus hesperus
Encyrtus hesperus är en stekelart som beskrevs av Prinsloo 1991. Encyrtus hesperus ingår i släktet Encyrtus och familjen sköldlussteklar.
Artens utbredningsområde är Elfenbenskusten. Inga underarter finns listade i Catalogue of Life.